# Tetřeví studánka
Tetřeví studánka se nachází při staré šumavské asfaltové cestě zvané Vlasatá klikatící se z Borových Lad do Kvildy. Turisticky dobře přístupná drobná lesní studánka spadá do katastrálního území Borových Lad (okres Prachatice; Jihočeský kraj) Studánka se nachází v nadmořské výšce 1 100 m na severovýchodním svahu Stolového hřbetu. Správa NP Šumava nechala Tetřeví studánku vybudovat a dlouhodobě zajišťuje i její pravidelnou údržbu.

## Popis
Pitná voda z potůčku (v nízkém lesíku několik metrů za Vlasatou cestou) je jímána a přiváděna silnou černou plastovou hadicí do dřevěného přístřešku. Vedle studánky bývá umístěna i drobná lavička a úzká dřevěná lávka, po níž je možno přejít ze silnice přes potůček až přímo ke studánce.

## Vznik názvu
Část lesa severně od Tetřeví studánky nese název Tokaniště. Německý výraz „Balz“ znamená namlouvání, respektive tokání; výraz „Hütte“ je v češtině chata. Na mapách z 19. století se v blízkosti Tetřeví studánky nacházela samota označovaná jako Balzhütte (česky: Tokaniště), která ale zanikla nejspíše ještě před vypuknutím druhé světové války. Míst označovaných jako Balz Hütte se na Šumavě kdysi nacházelo více a spíše než o samoty se jednalo o dřevěné boudy (na způsob lovecké chatky) primárně určené lesním zaměstnancům pro úschovu nářadí nebo jako dočasné nocležiště.

## Přístup ke studánce

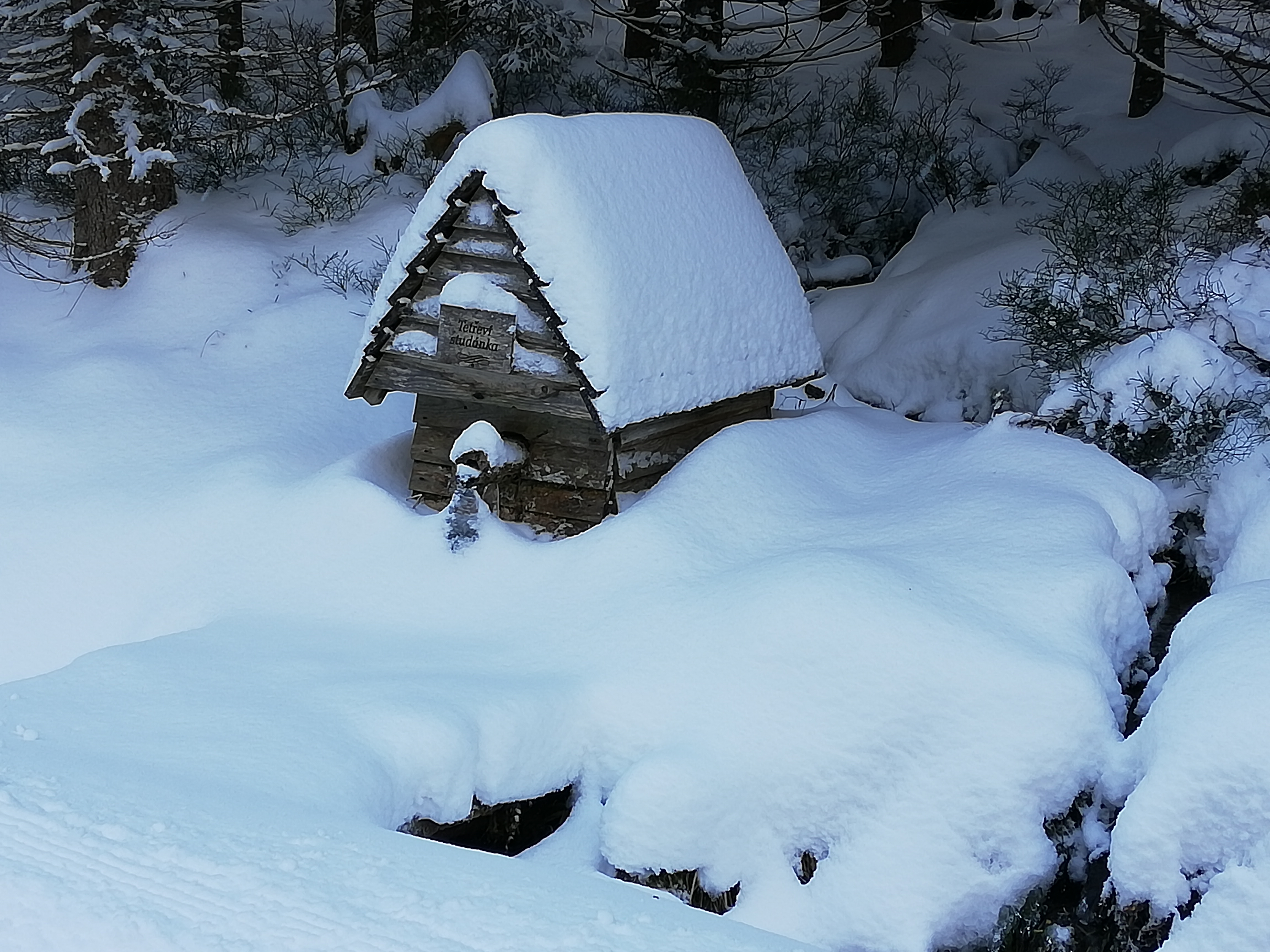
Tetřeví studánka v zimě 2022

Asfaltová cesta pojmenovaná jako Vlasatá (místními označovaná též jako Signálka nebo Vlasatice) spojuje dvě místa:
- Nad Borovými Ladami je to rozcestí Nová Boubská (nachází se na žluté turisticky značené trase vedoucí z Borových Lad na Knížecí Pláně);
- nad Kvildou je to místo označované jako Lesní Chalupy (nachází se na hlavní asfaltové silnici spojující Kvildu s Bučinou asi 1,5 km jižně od kostela sv. Štěpána ve Kvildě).

Obě výše uvedená místa jsou vhodná jako nástupní body pro pozvolná stoupání a klesání na cestě po Vlasatici. Z Kvildy má cesta spíše klesající tendenci a je mimořádně vhodná i jako cyklotrasa. Tetřeví studánka je od Lesních Chalup vzdálena asi 4,5 km jízdy po Vlasaté. Od Nové Boubské je Tetřeví studánka vzdálena asi 2,5 km jízdy po Vlasaté.